# Joseph descendu dans le puits
La Joseph descendu dans le puits (en italien, Giuseppe calato nel pozzo)  est une fresque attribuée au peintre  Giotto di Bondone (ou Maestro d'Isacco ?), datée des environs de 1291-1295 et située dans la partie supérieure de la paroi de droite de l'église supérieure de la basilique Saint-François d'Assise.

## Sources
- (it) Cet article est partiellement ou en totalité issu de l’article de Wikipédia en italien intitulé « Giuseppe calato nel pozzo » (voir la liste des auteurs).